# Telescopio Solar Sueco

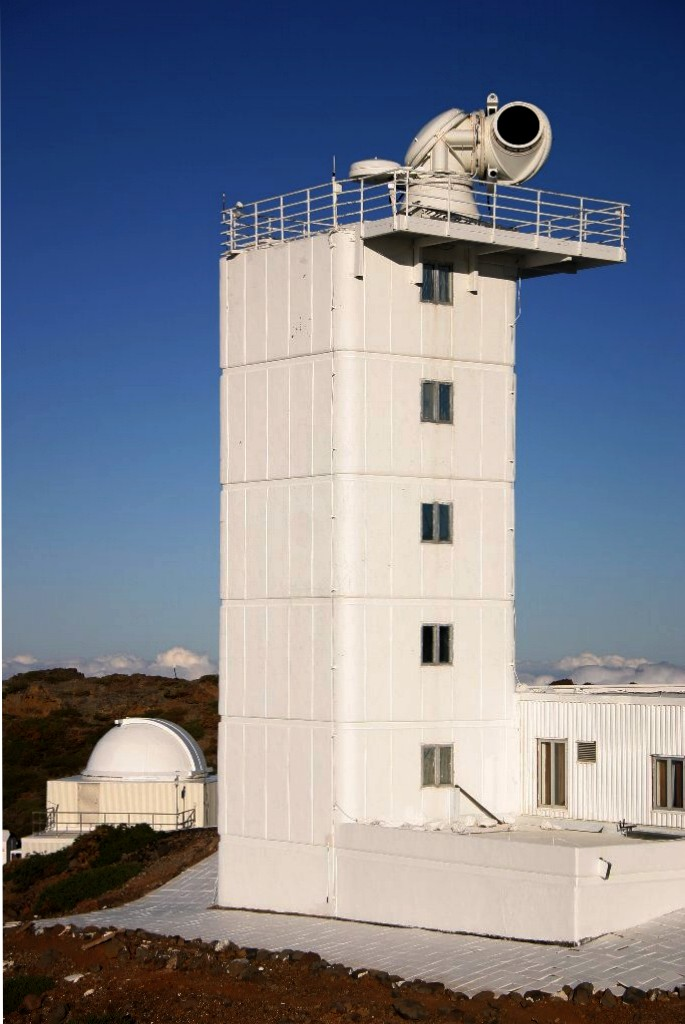
Edificio del SST.

El Telescopio Solar Sueco (abreviado SST, Swedish Solar Telescope), es un telescopio de 1 m de diámetro situado en el Observatorio del Roque de los Muchachos, en La Palma, España. Está gestionado por el Instituto de Física Solar de la Real Academia Sueca de Ciencias. El sistema óptico primario está formado por lentes de vidrio, que lo convierten en el segundo telescopio óptico de refracción más grande del mundo en uso.
El SST es un telescopio de vacío, lo que en la práctica significa que se puede lograr una presión de 0.2 mbar en su interior para evitar la aparición de defectos en la imagen provocados por el aire en su interior, lo cual es muy importante para un telescopio solar porque la gran cantidad de luz recolectada por el telescopio causaría gran calentamiento de este aire con la consecuente degradación de la calidad de la imagen. 
En 2005 se consiguieron con el SST las imágenes con mejor resolución del Sol obtenidas hasta entonces con ningún telescopio, gracias al uso de su nuevo sistema de óptica adaptativa.[cita requerida]
Al igual que los demás telescopios solares, el SST solo opera de día, a diferencia de la mayor parte de los telescopios del observatorio donde se halla situado, que son nocturnos.
El SST sustituyó al Telescopio Solar Sueco de Vacío (SVST Swedish Vacuum Solar Telescope), que tenía 47,5 cm de diámetro.